# Isaszeg
Isaszeg is een plaats (város) en gemeente in het Hongaarse comitaat Pest. Isaszeg telt 10 979 inwoners (2007).